# Сан Луис (аргентинска провинција)
Сан Луис (шп. San Luis) је провинција смештена у средишњем делу Аргентине. Према северу се граничи са провинцијама Ла Риоха и Сан Хуан, према западу са провинцијом Мендоза, према југу и југоистоку са провинцијом Ла Пампа, према истоку са провинцијом Кордоба.